# 친애적, 열애적
《친애적, 열애적》(亲爱的, 热爱的)은 2019년 방송되었던 중국의 드라마이다.

## 소개
공부 천재 소녀가 프로게이머계의 우상에게 반하게 되면서 벌어지는 일을 그린 드라마

## 등장인물
- 양쯔 - 통녠 역
- 리셴 - 한상옌 역
- 리훙치 - 미샤오페이 역
- 호일천 - 우바이 역
- 리쩌펑 - 왕하오 역
- 왕진아 - 아이칭 역
- 왕락군 (王樂君) - 쑤청 역
- 문이범 (文苡帆) - 선저 역
- 이명덕 (李明德) - 링산 역
- 허약호 (许乐骁) - 저우이 역
- 위청은 (余承恩) - 다이펑 역
- 친페이 - 한예예 역
- 쿵린 - 샤오린 역